# Carl Leonhard Samuel Colonna von Fels

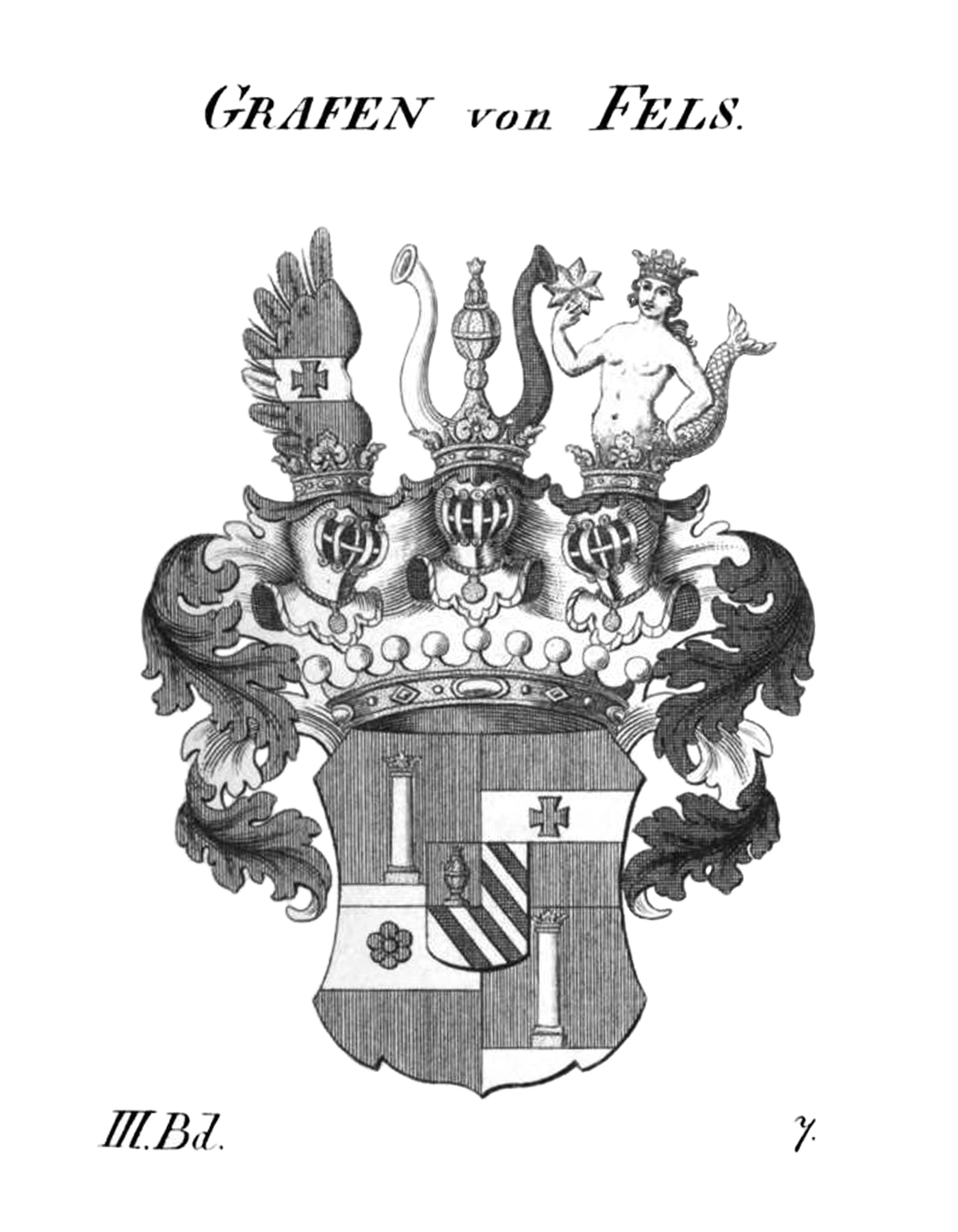
Wappen der Grafen von Fels

Schloss Groß Strehlitz

Carl Leonhard Samuel Reichsgraf Colonna Freiherr von Fels (* 3. Dezember 1674 in Tost, Herrschaft Tost-Peiskretscham; † 6. Juni 1752 in Groß-Strehlitz, Fürstentum Oppeln) war ein schlesischer Adliger, Landrechtsbeisitzer und Landesältester der Fürstentümer Oppeln-Ratibor, k. k. Kämmerer sowie Ritter des Ordens vom Goldenen Vlies. 

## Leben
Carl Leonhard Samuel entstammte dem Adelsgeschlecht Colonna von Fels aus der Grafschaft Tirol,  das sich auch nach Böhmen und Schlesien ausbreitete. Seine Eltern waren Carl Gustav Reichsgraf Colonna von Völs (1630–1686) und Anna Margaretha geb. Freiin von Schellendorf. Der k. k. Jägermeister von Schlesien Christoph Leopold Colonna von Fels war sein Bruder. Von seinem Vater erbte er die Herrschaft Groß-Strehlitz mit Keltsch und Dziwkowitz. Seit 1700 bekleidete er das Amt des Kanzlers der Fürstentümer Oppeln-Ratibor. 1710 erhob ihn der böhmische Landesherr Joseph I. zum k. k. Kämmerer. Außerdem erhielt er die Funktion des Landrichters und Assessors. 1719 gründete er das Vorwerk Bresina. 1726 wurde er zum Landesältesten und Landrechtsbeisitzer der Fürstentümer Oppeln-Ratibor ernannt. Nach dem Ersten Schlesischen Krieg und Eroberung Schlesiens durch Preußen floh er 1741/42 nach Tschenstochau, kehrte jedoch später wieder nach Groß-Strehlitz zurück. Unter preußischer Herrschaft bekleidete er keine Ämter mehr. König Friedrich II. wird ein gewisses Misstrauen gegenüber Colonna nachgesagt, der zum katholischen Habsburg treuen schlesischen Adel zählte. Carl Leonhard Samuel Colonna von Fels starb 1752 auf Schloss Groß-Strehlitz. Sein Leichnam wurde in der herrschaftlichen Gruft der Pfarrkirche St. Laurentius in Groß-Strehlitz beigesetzt. Die Herrschaft Groß-Strehlitz ging an seinen Sohn Norbert, der sie bereits zu Lebzeiten seines Vaters verwaltete. Darauf erbte sie sein Neffe Philipp Graf Colonna, letzter Spross der schlesischen Linie der Colonna.     

## Familie
Carl Leonhard Samuel Colonna von Fels heiratete 1697 in erster Ehe Johanna Beatrix Eleonore von Gallas († 2. Juli 1716) und in zweiter Ehe im August 1718 Maria Catharina von Gaschin (1680–1716). Seine Kinder waren:
1. Franz Carl Colonna von Fels (* 21. Dezember 1699; † 1756); ⚭ Maria Anna von Radetzky
2. Johanna Margaretha Carolina Colonna von Fels (~ 7. Februar 1701; † 1728), starb ledig
3. Leopold Boguslaw Colonna von Fels (* 7. März 1702; † 1728), Rittmeister, starb ledig
4. Anna Maria Elisabeth Franziska Colonna von Fels (* 22. Mai 1703; † 6. April 1759 in Prag); ⚭ 1726 Philipp Joseph Reichsgraf von Gallas
5. Carolina Josepha Anna Colonna von Fels (~ 5. April 1705; † 1768); ⚭ 1726 Carl Joseph Desfours
6. Norbert Wenzel Franz Colonna von Fels (* 2. November 1706; † 1761); ⚭ Sidonia Serényi von Kis-Serény
7. Maria Theresia Margaretha Franziska Colonna von Fels (* 30. Juli 1709; † 1766); ⚭ 1731 Ferdinand Jakob von Kokorzowa
8. Aloisia Margaretha Emerentiana Colonna von Fels (* 11. Juni 1714; † 1. Juni 1782), Sternkreuzdame; ⚭ Johann Christoph Freiherr von Clam
9. Margaretha Anna Josepha Colonna von Fels (* 10. September 1715; † 1753); ⚭ Franz von Reiswitz und Kaderzin
10. Maria Gottliebe Colonna von Fels (* 21. Mai 1719); ⚭ 1737 Max Valentin Graf Hrzan von Harras

## Auszeichnungen
- Ritter des Ordens vom Goldenen Vlies[2]